# Juri Pawlowitsch Kolmakow
Juri Pawlowitsch Kolmakow (russisch Юрий Павлович Колмаков; * 10. Oktober 1945 in Malmysch im Rajon Nanaiski in der Region Chabarowsk; † 24. Juli 2022) war ein russischer Biathlet.
Juri Kolmakow trainierte zunächst bei A. Ostaschew, später unter Mamatow, Pschenizyn und Priwalow und war von 1968 bis 1975 Mitglied des sowjetischen Nationalkaders. Er gewann bei den Biathlon-Weltmeisterschaften 1973 mit der sowjetischen Staffel über 4 × 7,5 km in der Besetzung Alexander Tichonow, Rinnat Safin, Kolmakow und Gennadi Kowaljow seinen ersten von zwei Weltmeistertiteln. Im Einzel über 20 km kam er nach zwei Schießfehlern auf Platz acht. Im Folgejahr bei den Biathlon-Weltmeisterschaften 1974 in Minsk gewann er erneut mit der Staffel den Lauf über 4 × 7,5 km, diesmal in der Besetzung Alexander Uschakow, Alexander Tichonow, Nikolai Kruglow und Kolmakow. Auf nationaler Ebene gewann Kolmakow zwei sowjetische Meisterschaften, jeweils mit der Staffel war er 1968 und 1975 Titelträger. 1974 erhielt er die Auszeichnung Verdienter Meister des Sports. Er schloss ein Sportstudium an der Belarussischen Staatsuniversität in Minsk ab, wo er auch lebte.